# Ronald Asmus
Ronald Dietrich Asmus (ur. 29 czerwca 1957 w Milwaukee, zm. 30 kwietnia 2011) – amerykański dyplomata, który specjalizował się w zagadnieniach współpracy transatlantyckiej, były dyrektor Centrum Transatlantyckiego przy amerykańskiej fundacji German Marshall Fund of the United States w Brukseli.
Kojarzony z demokratami, podczas prezydentury Billa Clintona był zastępcą podsekretarza stanu do spraw europejskich. Na Uniwersytecie Johnsa Hopkinsa w Baltimore ukończył studia w dziedzinie polityki Związku Radzieckiego i Europy Wschodniej, uzyskał tam także stopień doktora europeistyki, a na Uniwersytecie Wisconsin-Madison – licencjat z nauk politycznych.
Płynnie posługiwał się – obok ojczystego angielskiego – językiem niemieckim, znał także w nieco bardziej ograniczonym zakresie język francuski i rosyjski.
Jest autorem książki Opening NATO's Door: How the Alliance Remade Itself for A New Era, New York, Columbia University Press, 2002.
Miał żonę Barbarę i syna Erica.
Zmarł po długiej walce z rakiem.

## Odznaczenia (lista niepełna)
- Krzyż Komandorski z Gwiazdą Orderu Zasługi RP – Polska, 2011, pośmiertnie[4]
- Krzyż Komandorski Orderu Zasługi RP – Polska, 2000[5]
- Królewski Order Gwiazdy Polarnej – Szwecja
- Order Wielkiego Księcia Giedymina – Litwa
- Order Trzech Gwiazd – Łotwa
- Order Krzyża Ziemi Maryjnej – Estonia
- Order Zwycięstwa Świętego Jerzego – Gruzja, 2009[6]